# Esperanza Oña
María Esperanza Oña Sevilla (Sevilla, 8 de septiembre de 1957), conocida también como Esperanza Oña, es una política española y diputada del Parlamento de Andalucía, en donde ocupa el escaño n.º 88 desde las elecciones autonómicas andaluzas de 2008, en representación del Partido Popular Andaluz por la circunscripción electoral de Málaga.

## Biografía
Licenciada en Medicina y Cirugía por la Universidad de Sevilla, fue elegida alcaldesa de Fuengirola en 1991, hasta que en 1993, después de una moción de censura, perdió la alcaldía. Desde ese mismo año, fue diputada en el Congreso, tras resultar elegida en las elecciones generales de 1993 hasta que ganó las elecciones municipales de Fuengirola con mayoría absoluta en 1995, razón por la cual abandonó su acta de diputada en el Congreso de los Diputados para centrarse en sus tareas como alcaldesa de Fuengirola. Desde entonces ocupó el cargo de alcaldesa de manera ininterrumpida y con mayoría absoluta hasta el año 2014, en el cual abandonó la alcaldía para centrarse en su cargo del Parlamento Andaluz, después de que este Parlamento aprobase una ley que declaraba incompatible el cargo de alcalde con el de parlamentario.
Compaginó sus labores como alcaldesa de Fuengirola con la de portavoz adjunta del grupo popular en el parlamento andaluz desde 2000 hasta 2006, año en el cual cuando pasa a ser portavoz. En las elecciones al parlamento andaluz, fue cabeza de lista en la provincia de Málaga del grupo popular tanto en 2008 como en 2012. Después de las últimas elecciones al parlamento andaluz, Esperanza Oña, dejó de ser portavoz del grupo, para ser vicepresidenta segunda del Parlamento Andaluz. En la legislatura que comenzó el 27 de diciembre de 2018, ocupó la vicepresidencia primera del Parlamento Andaluz.